# Clement Bezemer
Clement Bezemer (Zwijndrecht, 22 maart 1910 – Zwijndrecht, 19 februari 2002) was een Nederlands kunstschilder, tekenaar en organist. 

## Loopbaan
Hij was al van jongs af aan de kunstzinnige eenling in een groot tuindersgezin en was vooral autodidact. In de Tweede Wereldoorlog kwam hij in contact met Otto Dicke, die bij het gezin kwam onderduiken aan het Veerplein in Zwijndrecht. Van Dicke, zelf ook autodidact, leerde Clement veel. Het was ook Dicke die hem later introduceerde in kunstenaarskringen. In 1947 werd hij werkend lid van Teekengenootschap Pictura.
Zijn schilderijen en aquarellen zijn verwant met de Haagse School. Hij was een bewonderaar van Breitner.
Vanaf 1952 werkte Clement ook met boetseerwerk en als illustrator voor bedrijven.
Zijn voornaamste onderwerp was het oude Zwijndrecht, de dijkhuisjes en boerderijen van de Zwijndrechtse Waard en allerlei gezichten op Dordrecht, vaak vanaf het Veerplein geschilderd.
In 1970 was er een tentoonstelling van zijn werk, en wel in "Gallery Den Arend" aan het Veerplein, op de begane grond van het pand waar hij in zijn woonhuis erboven begon te schilderen en regelmatig tentoonstellingen van zijn werk hield.
In 1995 hield hij zijn laatste tentoonstelling, in de Burgerzaal van het Zwijndrechtse raadhuis. Hij overleed in 2002 op bijna 92-jarige leeftijd.